# Braúnas
Braúnas är en kommun i Brasilien.   Den ligger i delstaten Minas Gerais, i den sydöstra delen av landet, 700 km sydost om huvudstaden Brasília. Antalet invånare är 5 034.
Omgivningarna runt Braúnas är huvudsakligen savann. Runt Braúnas är det glesbefolkat, med 13 invånare per kvadratkilometer.